# Jean George
 (juin 2011).
Si vous disposez d'ouvrages ou d'articles de référence ou si vous connaissez des sites web de qualité traitant du thème abordé ici, merci de compléter l'article en donnant les références utiles à sa vérifiabilité et en les liant à la section « Notes et références ».
Jean George, né à Condat (Cantal) le 27 avril 1852 et mort à Angoulême (Charente) le 17 février 1940, est un érudit charentais.

## Biographie
Receveur municipal d'Angoulême, collectionneur, historien, il a rédigé des ouvrages consacrés à l'histoire ou au patrimoine de la Charente.

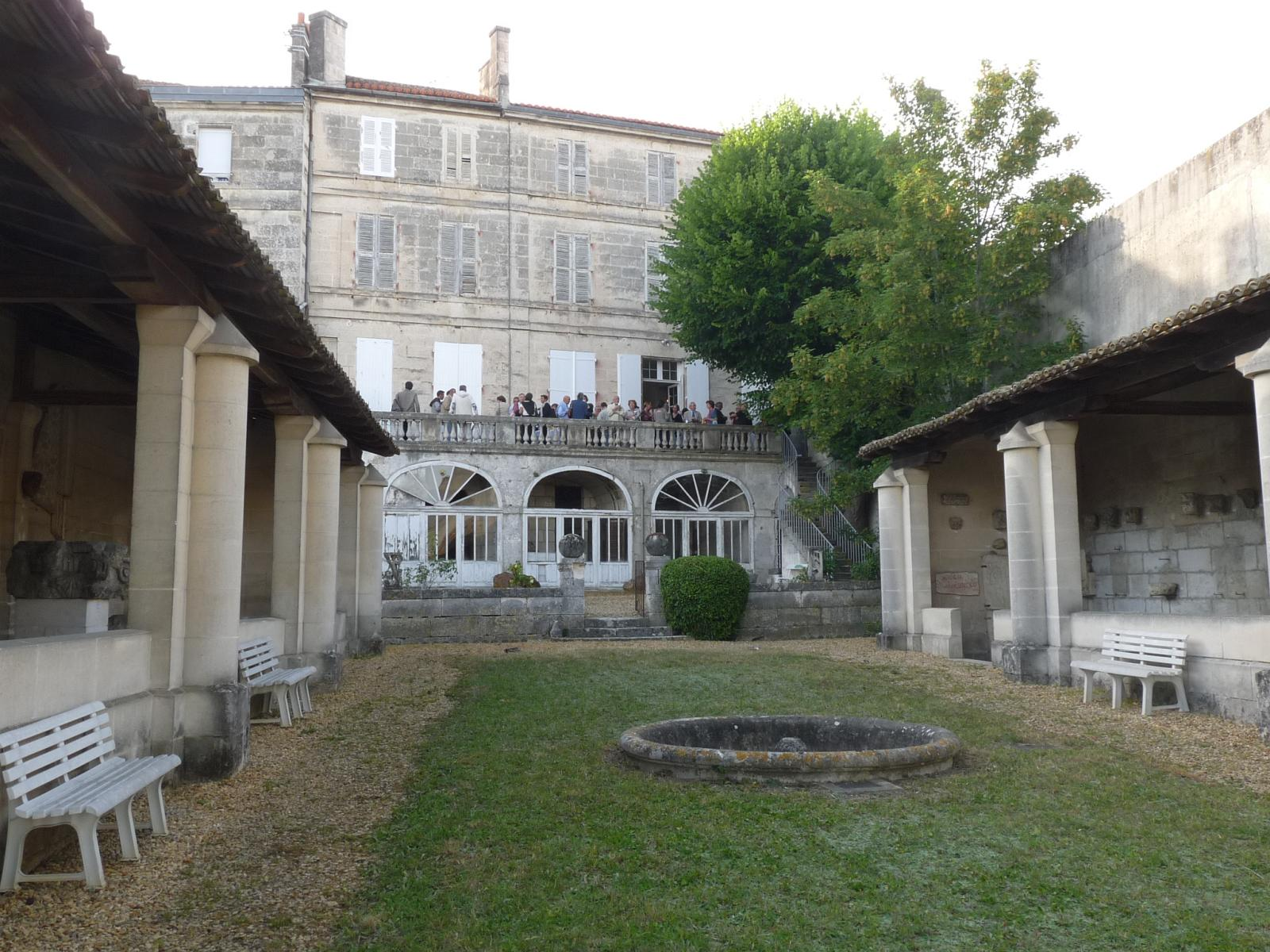
Le musée, immeuble de la SAHC

Il fut président de la Société archéologique et historique de la Charente et légua à cette société savante son hôtel particulier angoumoisin ainsi que  ses collections. Cet immeuble abrite depuis la fin de la seconde guerre mondiale le musée de la Société archéologique et historique de la Charente et en est le siège.